# 이숭용
이숭용(본명:이숭영, 李崇勇, 1971년 3월 10일 ~ )은 전 KBO 리그 넥센 히어로즈의 내야수, 외야수이자, 현 KBO 리그 SSG 랜더스의 감독이다.

## 선수 시절

### 아마추어 시절
경희대학교 시절에는 최고의 1루수로 평가받아 국가대표팀으로 차출될만큼 활약하며 주목받았다.

### 태평양 돌핀스시절
1994년에 2차 1라운드 지명을 받아 입단했다. 데뷔 첫 해에 김경기와의 경쟁을 피하기 위해 외야수로 전향했다. 이후 외야수로 자주 출장해 백업으로 활약했다.

### 현대 유니콘스시절
1996년에 현대그룹이 태평양 돌핀스를 인수해 팀을 개편하며 그의 활약이 두드러지기 시작했다. 1996년 첫 해에 풀 타임을 소화해 2할대 타율, 12홈런, 45타점을 기록해 당시 현대 타선에서 큰 힘이 됐다. 이듬해 1997년에는 생애 첫 3할 타율을 기록했다. 외야수로 활약한 그는 주로 중견수로 활약했다. 그 후 2000년 시즌 중 김경기가 SK 와이번스로 현금 트레이드되자 주전 1루수 자리를 굳히게 됐고, 외야수에서 본업인 1루수로 복귀해 매년 평균적으로 0.280~0.300 사이의 타율과 10~15홈런을 기록해 중장거리형 타자로 꾸준한 성적과 짜임새 있는 중심 타선에 한 주축으로 활약했다. 팀 사정상 1루수와 중견수를 오가다가 2003년에 박재홍의 트레이드로 중견수를 본 것을 마지막으로 2004년 이후 완전히 1루수로 전향하며 팀의 중심 선수로 활약했다. 꾸준한 활약과 그의 성실한 성격, 리더십 기질로 연차가 쌓이자 자연히 그는 선수단의 리더로 자리를 잡기 시작했고, 2002년부터는 자연스럽게 주장을 맡아 팀에 없어서는 안 될 존재로서 많이 기여했다. 2002년 팀의 주장으로 임명된 것을 시작으로 2002년 ~ 2003년, 2006년 ~ 2007년, 2010년 등 팀 주장을 5차례나 맡아 '숭캡'이라고 불렸다. 2003년에 팀의 한국시리즈 우승에 기여했다. 팀의 마지막 시즌이 된 2007년에도 팀의 주장을 맡으면서 팀 내에 조화를 이루어 리더로서 역할을 했다. 1996년 창단 멤버 중 유일하게 2007년 팀 해체까지 군 입대나 해외 진출의 경우를 제외하고 단 1년의 이탈도 없이 12년 동안 활약했다.

### 넥센 히어로즈시절
2007년을 끝으로 재정난을 이기지 못하고 이듬해 현대 유니콘스가 해체되며 은퇴할 때까지 현대 유니콘스 선수단을 인수한 실질적인 후신 팀에서 1루수로 활약했다. 2010년까지 주장으로 활동한 후, 강병식에게 주장을 넘겼다.
2010년 4월 10일 SK전에서 역대 7번째 통산 1800경기 출장 기록을 달성했다. 2011년 7월 트레이드 마감일에 팀이 박병호를 트레이드로 영입한 후 박병호가 1루에 정착하며 그의 입지가 점점 감소하기 시작하자 2011년 9월 5일에 시즌 후 현역에서 은퇴한다고 밝혔다. 이에 구단에서는 목동에서 9월 18일에 열리는 경기를 그의 은퇴 경기일로 지정했다.
2011년 9월 16일 두산전에서 단일 팀 선수로 역대 6번째, 현역 선수 2번째 통산 2000경기 출장 기록을 경신했다. 그리고 이틀이 지난 9월 18일 통산 2,001번째 경기인 삼성전을 끝으로 은퇴식을 가지면서 17년간의 현역 생활을 마감했다. 현대 유니콘스 시절에 경험한 한국시리즈 4회 우승 외에는 개인 타이틀이나 골든 글러브를 받은 적이 없었고, 팀이 현대 유니콘스의 역사를 승계하지 않았음에도 최전신인 태평양 돌핀스 시절부터 현대 유니콘스를 거쳐 실질적인 후신 팀까지 단 한 번의 이적 없이 단일 팀 소속 선수로 통산 2000경기 출장 기록으로 KBO 리그 출범 이래 최초의 의미있는 기록을 남겼다. 그의 은퇴 경기일에 팀의 선발 투수였던 문성현이 승리를 거두면서 의미있는 경기가 됐다. 당시 상대 선발 투수는 한때 한솥밥을 먹었던 장원삼이었다.

## 야구선수 은퇴 후
은퇴 후 당초 2012년 일본 요코하마에서 지도자 연수를 받을 예정이었으나 진로를 바꿔 2012년부터 MBC 라이프 채널을 대신해 프로야구 중계권을 보유하게 된 XTM을 통해 해설가로 데뷔했다.
2013년 10월 18일에 kt 위즈의 타격코치로 영입됐다. 2013년 포스트시즌이 끝난 직후 팀에 합류해 2014년 시즌부터 지도자의 길을 걷기 시작했다.
2018년 시즌 후 임종택의 후임으로 kt 위즈의 단장으로 선임됐다.
kt 위즈의 2021년 한국시리즈 통합 우승을 안긴 후 나도현에게 단장을 넘겼다.

## 배우자
- '김윤아' (2003년 ~ 현재)

## 수상
- 2007년 KBO 페어플레이상

## 출신 학교
- 서울용암초등학교
- 중앙중학교
- 중앙고등학교
- 경희대학교

## 통산 기록
| 연도 | 소속     | 경기 | 타수 | 득점 | 안타 | 2루타 | 3루타 | 홈런 | 타점 | 도루 | 희생타 | 4구 | 사구 | 삼진 | 병살타 | 실책 | 타율  | 장타율 | 출루율 |
| ---- | -------- | ---- | ---- | ---- | ---- | ----- | ----- | ---- | ---- | ---- | ------ | --- | ---- | ---- | ------ | ---- | ----- | ------ | ------ |
| 1994 | 태평양   | 84   | 210  | 27   | 48   | 19    | 1     | 3    | 16   | 3    | 7      | 28  | 4    | 36   | 5      | 0    | 0.229 | 0.371  | 0.328  |
| 1995 | 태평양   | 83   | 267  | 37   | 68   | 16    | 4     | 11   | 45   | 5    | 5      | 25  | 3    | 44   | 5      | 2    | 0.255 | 0.468  | 0.321  |
| 1996 | 현대     | 124  | 371  | 45   | 104  | 18    | 4     | 12   | 47   | 5    | 4      | 60  | 7    | 51   | 4      | 1    | 0.280 | 0.447  | 0.389  |
| 1997 | 현대     | 121  | 341  | 41   | 106  | 28    | 3     | 9    | 61   | 3    | 10     | 62  | 6    | 39   | 4      | 1    | 0.311 | 0.490  | 0.419  |
| 1998 | 현대     | 107  | 363  | 39   | 101  | 26    | 1     | 10   | 45   | 6    | 6      | 31  | 12   | 72   | 5      | 1    | 0.278 | 0.438  | 0.351  |
| 1999 | 현대     | 109  | 307  | 43   | 81   | 12    | 2     | 14   | 39   | 2    | 2      | 46  | 12   | 52   | 7      | 0    | 0.264 | 0.453  | 0.380  |
| 2000 | 현대     | 104  | 281  | 49   | 80   | 14    | 0     | 15   | 50   | 2    | 2      | 35  | 7    | 49   | 9      | 7    | 0.285 | 0.495  | 0.377  |
| 2001 | 현대     | 124  | 430  | 53   | 129  | 29    | 1     | 10   | 64   | 4    | 10     | 47  | 9    | 47   | 5      | 6    | 0.300 | 0.442  | 0.378  |
| 2002 | 현대     | 125  | 422  | 63   | 120  | 18    | 2     | 19   | 76   | 7    | 6      | 40  | 12   | 54   | 11     | 5    | 0.284 | 0.472  | 0.361  |
| 2003 | 현대     | 133  | 511  | 70   | 150  | 25    | 0     | 18   | 76   | 4    | 11     | 47  | 4    | 69   | 10     | 2    | 0.294 | 0.448  | 0.355  |
| 2004 | 현대     | 133  | 468  | 60   | 137  | 29    | 0     | 9    | 85   | 0    | 10     | 58  | 13   | 87   | 17     | 1    | 0.293 | 0.412  | 0.382  |
| 2005 | 현대     | 105  | 330  | 45   | 83   | 13    | 0     | 14   | 55   | 1    | 5      | 46  | 9    | 50   | 10     | 6    | 0.252 | 0.418  | 0.357  |
| 2006 | 현대     | 119  | 370  | 44   | 106  | 12    | 0     | 7    | 43   | 3    | 15     | 59  | 5    | 45   | 11     | 4    | 0.286 | 0.376  | 0.389  |
| 2007 | 현대     | 95   | 299  | 39   | 90   | 19    | 1     | 2    | 34   | 2    | 8      | 42  | 2    | 33   | 7      | 7    | 0.301 | 0.391  | 0.390  |
| 2008 | 우리     | 109  | 333  | 37   | 90   | 10    | 0     | 3    | 27   | 1    | 1      | 39  | 2    | 38   | 8      | 5    | 0.270 | 0.327  | 0.349  |
| 2009 | 히어로즈 | 114  | 362  | 47   | 107  | 20    | 3     | 4    | 52   | 8    | 10     | 48  | 39   | 44   | 7      | 3    | 0.296 | 0.401  | 0.376  |
| 2010 | 넥센     | 124  | 328  | 37   | 90   | 15    | 0     | 2    | 30   | 5    | -      | 36  | 3    | 37   | 7      | 4    | 0.274 | 0.338  | 0.350  |
| 2011 | 넥센     | 88   | 146  | 7    | 37   | 7     | 0     | 0    | 12   | 1    | 7      | 1   | 1    | 18   | 4      | 2    | 0.253 | 0.301  | 0.337  |
| 통산 | 18시즌   | 2001 | 6139 | 783  | 1727 | 330   | 22    | 162  | 857  | 62   | 119    | 750 | 150  | 865  | 125    | 57   | 0.281 | 0.421  | 0.369  |